# Capella de Sant Joan Samora
|  | Per a altres significats, vegeu «Capella de Sant Joan». |

Capella de Sant Joan Samora és una obra del municipi de Sant Llorenç d'Hortons (Alt Penedès) inclosa en l'Inventari del Patrimoni Arquitectònic de Catalunya.

## Descripció
La capella romànica de Sant Joan Samora està situada prop de la carretera B-224, damunt un petit turó. És un edifici d'una sola nau amb una capella afegida a la façana nord. L'absis, semicircular, té una finestra de doble esqueixada. La coberta interior és de volta apuntada sobre arcs torals. La porta d'accés, d'arc de mig punt amb arquivolta i impostes, està situada al mur de migdia. La construcció es completa amb un campanar d'espadanya de dues arcades de mig punt i coberta exterior de teula a dues vessants.
El material emprat en l'obra és la pedra, tallada en carreus regulars a l'absis i irregulars a la resta. Al mur de ponent hi ha restes d'Opus spicatum.
Pica baptismal. Té forma troncocònica amb les parets rectes. S'assenta damunt d'un peu afegit posteriorment.
La seva decoració consisteix en dos gruixuts bordons immediats a la boca i un altre junt a la base que emmarquen un espai decorat amb motius geomètrics. Sota dels bordons superiors hi ha una sanefa repussada en dent de serra, amb les puntes dirigides a terra. Sortint del bordó inferior hi ha una altra sanefa formada per un seguit de triangles molt allargats amb un rombe a cada una de les seves puntes.

## Història
Aquesta església apareix documentada per primera vegada l'any 1080. En 1304 apareix com a sufragània de la parròquia de Gelida. A partir del segle xv, en canvi, apareix com a capella dependent de Sant Llorenç d'Hortons. El temple fou edificat en el segle xii.